# 龐蒂浦
龐蒂浦（英語：Pontypool）是位於英國威爾斯托法恩的一座城鎮，人口約有36,000人。龐蒂浦的歷史可以追溯至15世紀。在1996年至1998年期間，由於交通路線的變更，龐蒂浦的人口一度減少。但2003年之後，市政府已經提出了都市更新計劃。

## 外部連結
- Old Francis Frith photographs of Pontypool[永久]
- www.geograph.co.uk : photos of Pontypool and surrounding area
- Gwent Army Cadet Force- Pontypool detachment